# Lamarão
Lamarão este un oraș în statul Bahia (BA) din Brazilia.